# Pemónové

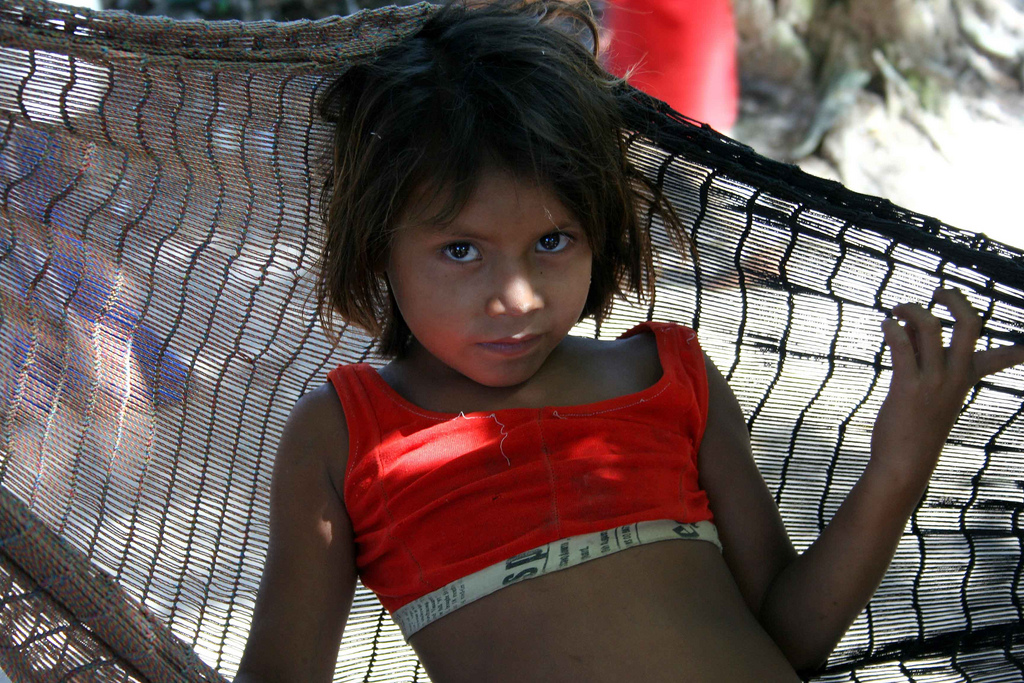
Pemonská dívka ve Venezuele

Pemónové neboli Taulipangové je etnická skupina jihoamerických Indiánů.

## Popis
Žijí v oblasti savan llanos na území Venezuely, Guyany a severní Brazílie, společně s příbuznými skupinami Makiritariů, Makušiů a Akawojů. Všichni hovoří blízce příbuznými jazyky náležícími do karibské jazykové rodiny. Žili v málo úrodné, suché oblasti, nepříliš vhodné pro tropické zemědělství. Proto se živili hlavě sběrem a lovem drobné zvěře, menší význam měl rybolov v sezónních vodních nádržích.
V jejich mytologii a náboženství hráli ústřední roli kulturní hrdinové – dvojčata Makunaima a Pia. Makunaima představuje kladný, tvůrčí princip, je kulturním hrdinou, zatímco Pia je závistivý a líný, maří bratrovo dílo a škodí jemu i lidem. Posvátným místem pro Taulipangy a ostatní indiány této oblasti byla hora Roraima. K prvnímu setkání Taulipangů s bělochy, konkrétně se Španěly, došlo na počátku 18. století. Od té doby byli z větší části christianizováni.
Ve spolupráci s Pemóny vyrábí venezuelská destilerie Destilerías Unidas S.A. gin Canaïma. Při jeho výrobě jsou používány místní ručně sbírané exotické byliny a plodiny, např. acai, seje, uva de palma, kešu, copoazú. 10 % z prodejů tohoto ginu putuje na revitalizaci přírodních zdrojů a také na propagaci významu domorodých kmenů jako jsou Pemónové.